# Gare de Lavaur
Gare de Lavaur vasútállomás Franciaországban, Lavaur településen.

## Vasútvonalak
Az állomást az alábbi vasútvonalak érintik:
- Montauban-Ville-Bourbon-La Crémade-vasútvonal

## Kapcsolódó állomások
A vasútállomáshoz az alábbi állomások vannak a legközelebb:
- Gare des Cauquillous
- Gare de Damiatte - Saint-Paul